# Platyla maaseni
Platyla maaseni é uma espécie de gastrópode da família Aciculidae.
É endémica da Sérvia e do Montenegro.